# Herentalse Vaart

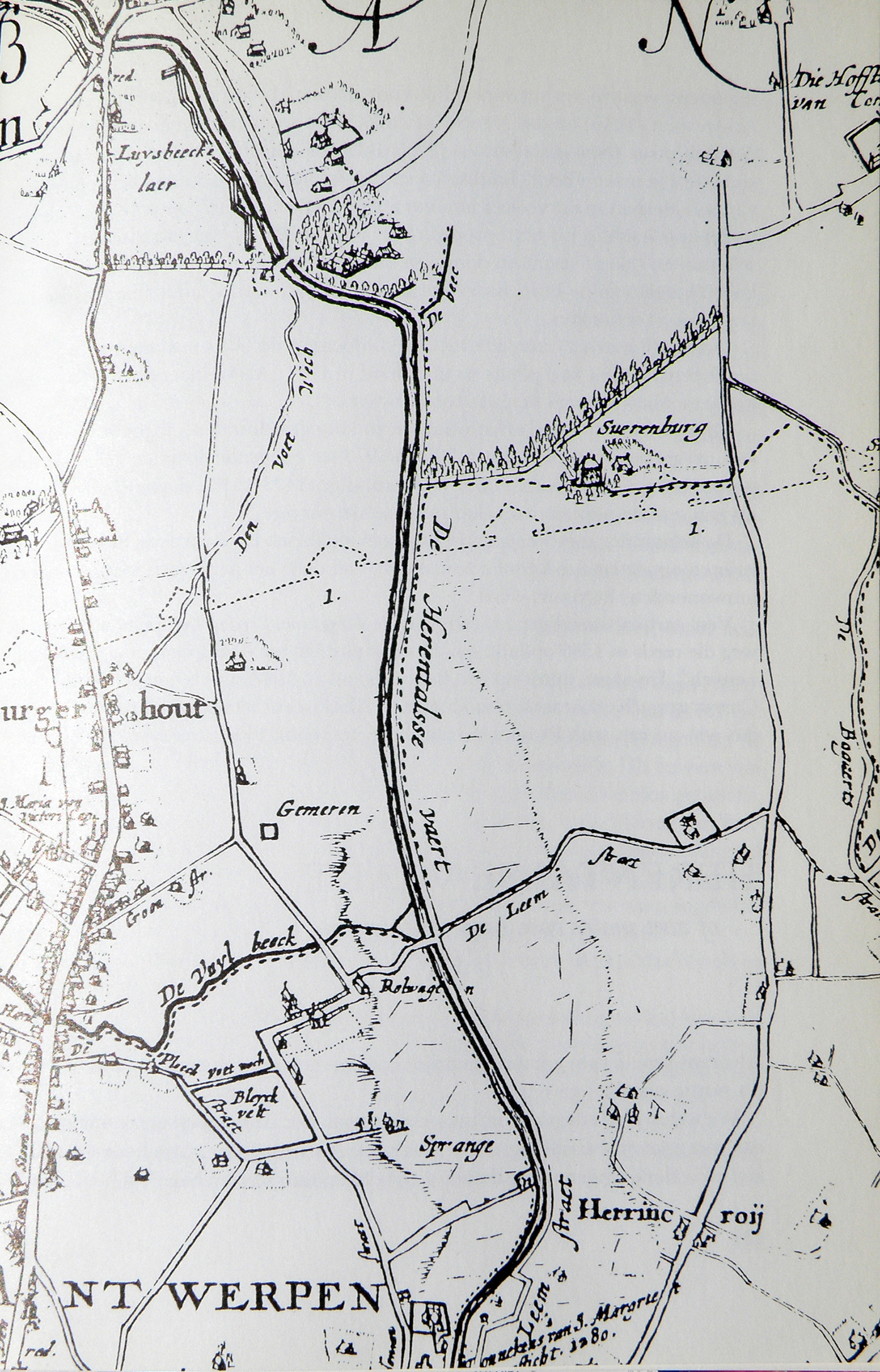
Verloop van de Herentalse Vaart op een kaart van Petrus Verbiest uit 1662. (N.B.: het Noorden ligt links.)

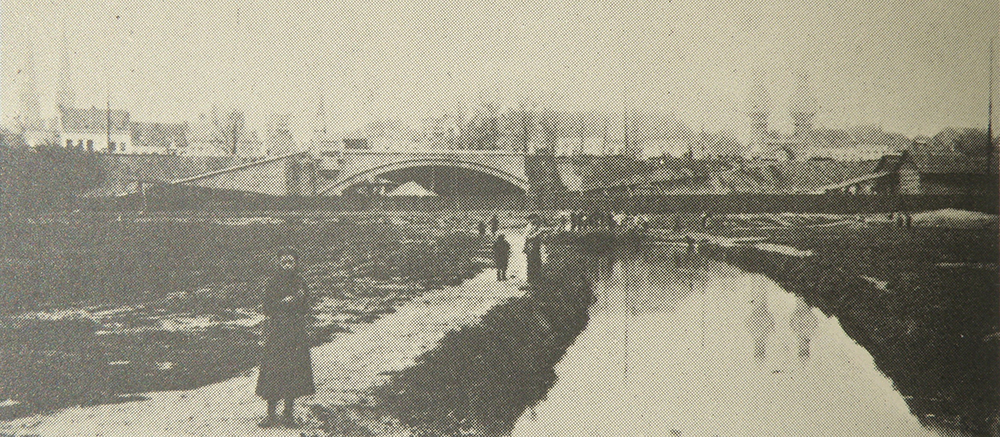
Herentalse Vaart op de Plantin-Moretuslei in 1891.

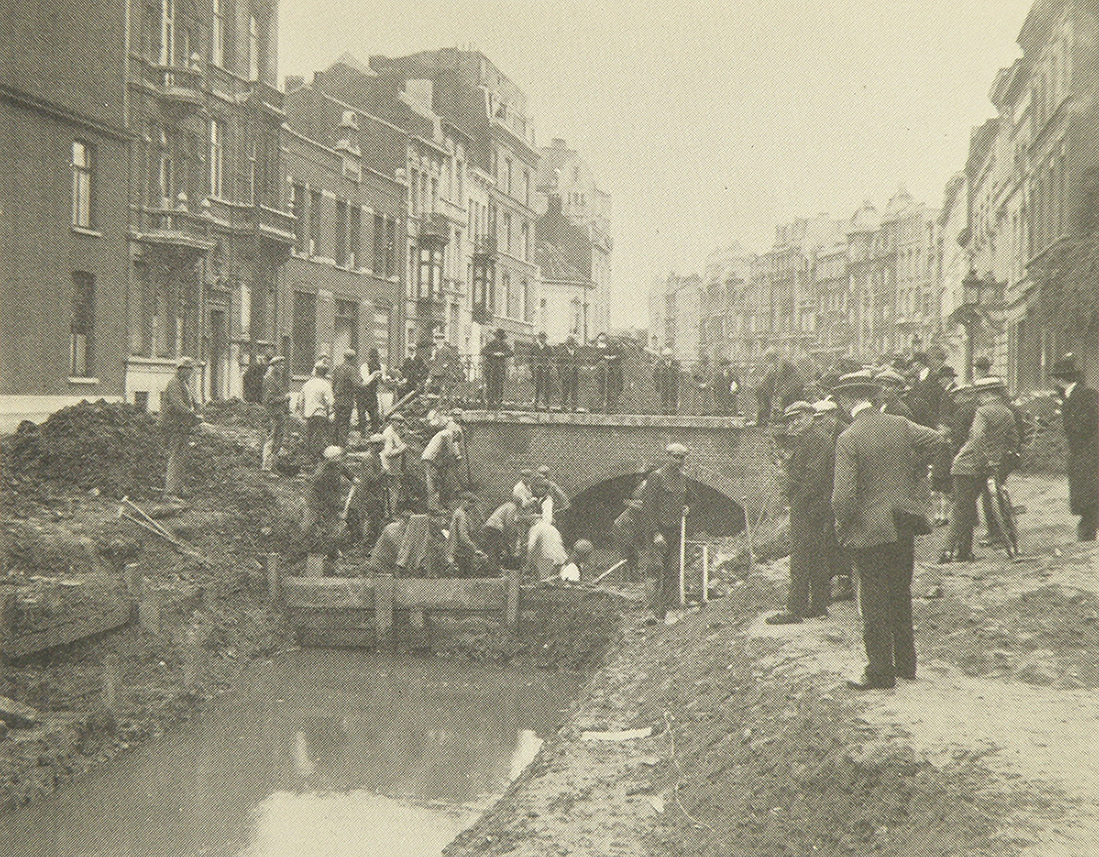
Overwelving van de Herentalse Vaart in de Plantin-Moretuslei anno 1927.

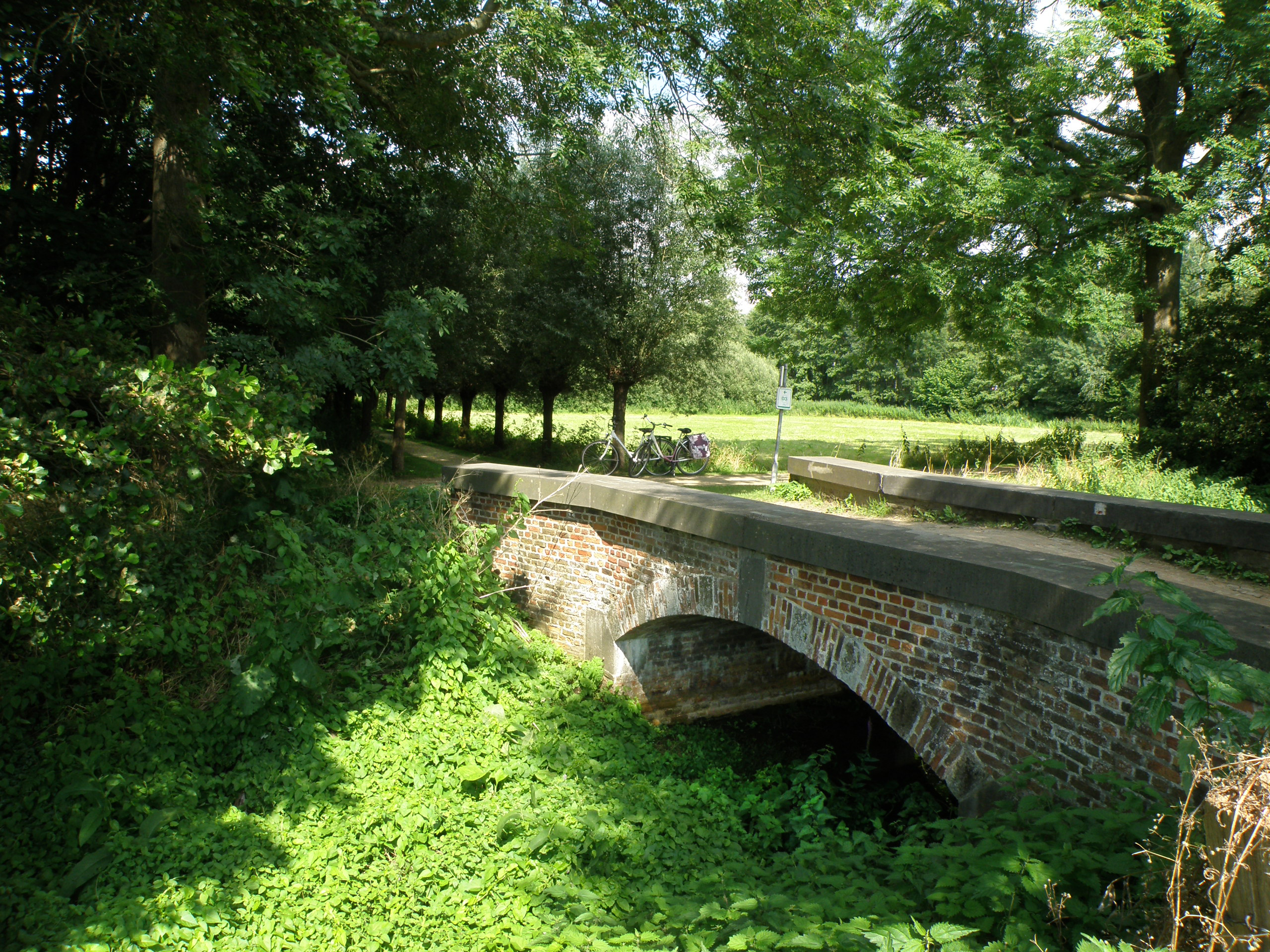
Doppersbrug, de enig overblijvende brug over de Herentalse Vaart aan de zuidrand van het Rivierenhof.

De Herentalse Vaart is een zeven kilometer lang kanaal in de Belgische provincie Antwerpen. Het werd gegraven tussen 1486 en 1491 na de goedkeuring van Karel de Stoute. In 1932 werd het grootste gedeelte ervan gedempt.

## Ontstaan
De vaart is een aftakking van de rivier Schijn en vertrekt (aan het huidige golfterrein Ternesse) in Wommelgem en liep tot in de Antwerpse binnenstad. Het kanaal werd gegraven om de brouwerijen in de stad van zoet en zuiver water te voorzien en om paarden te drenken. De aanleg was nodig omdat het water van de Schelde in Antwerpen in de 15de eeuw ten gevolge van de doorbraak van de Westerschelde en de daardoor ontstane getijdenwerking steeds brakker en zilter en dus onbruikbaar werd. Dat gold ook voor het water van de Antwerpse ruien. Bovendien was het water van de waterputten in de stad te vervuild omdat ze zich te dicht bij beerputten en begraafplaatsen bevonden.
Het kanaal kreeg de naam 'Herentalse Vaart' omdat het de oorspronkelijke bedoeling was om, vanuit Antwerpen,  het kanaal door te trekken tot aan de Nete in Herentals (ten behoeve van de lokale lakennijverheid). Dit kanaal is echter nooit tot in Herentals gekomen omdat Lier zich benadeeld voelde en zich verzette tegen de aanleg. De vaart was nauwelijks vier meter breed en amper 1,5 meter diep. 
De oorspronkelijke vaart kwam Antwerpen binnen langs de zuidkant van het Rivierenhof via de Morkhovenlei tot aan de huidige Stenenbrug, liep verder langsheen de Luitenant Lippenslaan en de Plantin en Moretuslei om daarna via de zuidelijke kant van het Stadspark, langs de huidige Marie-Henriëttalei, de Blauwe Toren, de huidige Oudevaartplaats en de Pijpelinckstraat aan te komen aan de Wapper op de Meir. Daar stond een kraan met een hefboom die op en neer 'wipte' (wippen of wappen) om het water met grote tonnen uit de vaart te scheppen. Vandaar uit werd het water verder vervoerd naar de Meirbrug en de Kammenstraat waar toen de meeste brouwerijen gevestigd waren.

## Nieuw tracé
Bij de aanleg van de Spaanse vesten liet urbanist en ondernemer Gilbert van Schoonbeke de Herentalse Vaart aftakken naar de Nieuwstad, een pas aangelegde wijk in het noorden van de stad waar zich de nieuwe, modernere brouwerijen bevonden. Dit nieuwe tracé van de Herentalse Vaart begon aan de noordelijke arm van de Stadsparkvijver, liep via de Maria-Theresialei en dan verder noordwaarts langs de huidige Frankrijk- en Italiëlei tot aan de 'Houwer' (waterreservoir) aan het bastion van de Rode Poort (de huidige Ankerrui). Daar werd de vaart via buizen naar de 'Brouwerskelder' en dan verder via de 'Brouwersbuis' afgeleid naar de Eerste Antwerpse vliet (de huidige Brouwersvliet) waar het Waterhuis (thans het Brouwershuis genoemd) gevestigd was. Door de aanleg van de nieuwe aftakking en het steeds intensiever gebruik ervan daalde het waterpeil van de oorspronkelijke vaart zienderogen waardoor deze oude vaart al snel begon te slinken en te stinken. Deze laatste werd vanaf toen in de volksmond dan ook wel de 'Vuilrui' genoemd.

## Heden
Door de aanleg van de eerste waterleidingen in de stad vanaf het einde van de 19e eeuw verloor de Herentalse Vaart steeds meer haar nut. Tijdens het interbellum van de 20e eeuw werd ze dan ook overwelfd of gedempt. Met de aanleg van de Waaslandtunnel in de bedding van de Brouwersvliet in 1931 verdween meteen ook de 'brouwersbuis' en verloor ook het Waterhuis definitief zijn functie. Vanaf dan werd een deel van de Vaart enkel nog gebruikt om het water in de vijver van het stadspark op peil te houden. Tegenwoordig is de Herentalse Vaart helemaal afgekoppeld van de Schijn. 
In het Rivierenhof in Deurne is langs de zuidkant van dit park nog een klein restant van de vaart in open lucht bewaard. Een informatiebord daar herinnert de bezoeker eraan dat de Herentalse Vaart ook gebruikt werd voor lokaal transport, met door honden voortgetrokken schuiten. In 1982 werd het nog openliggende deel van de Herentalse Vaart met de Doppersbrug in het Rivierenhof beschermd als landschap omwille van de esthetische en historische waarde.

## Trivia
Straatnamen die nog naar de Herentalse Vaart verwijzen, zijn in Antwerpen o.a. de Wapper (met het Rubenshuis dat toen vlak naast de Herentalse Vaart lag), de Lange en Korte Herentalsestraat bij het stadspark, de "Oude Vaartplaats", in  Borgerhout de "Bleekhofstraat", waar het water van de vaart gebruikt werd voor een wasserij met zo'n vier hectaren bleekveld, en door textielveredelingsbedrijf Le Phœnix, en de "Stenenbrug", naam die verwijst naar een brug die over de Herentalse Vaart liep en in Deurne de "Vaartweg".
De Antwerpse kwelgeest Lange Wapper, die volgens de legende Antwerpen onveilig maakte, verbleef graag aan de verdwenen Wapperbrug over de Herentalse Vaart. 